# Cyilima II
Cyilima II Rujugiro est un ancien roi (mwami) du Rwanda qui régna pendant la deuxième moitié du XVIIIe siècle, après Karemera Rwaka.
Les dates de sa vie et la durée de son règne restent incertaines. L'historien belge Jan Vansina avance les dates qui lui paraissent les plus vraisemblables : Rujugiro serait né en 1726, il aurait pris le pouvoir en 1770 et serait mort en 1786. Il aurait donc régné pendant seize ans.
Son règne a été marqué par une centralisation croissante du pouvoir et la multiplication des armées et des opérations militaires. Kigeri III Ndabarasa lui succéda.

## Roi forgeron
« Cette tombe illustre le lien entre la royauté sacrée et le travail du métal. Cyilima II Rujugira a probablement régné sur le Rwanda au xviiie siècle en tant que mwami (roi), mais son corps a été conservé et n'a été inhumé qu'en 1932. La tête du roi repose sur deux grandes enclumes, et d'autres présents funéraires font également référence au travail du métal ».